# Хафтон, Тед
А́ртур Э́двард Ха́фтон (англ. Arthur Edward Hufton; 25 ноября 1892 — 2 февраля 1967), более известный как Тед Ха́фтон (англ. Ted Hufton) — английский футболист, вратарь. Большую часть карьеры провёл в клубе «Вест Хэм Юнайтед», также играл за «Шеффилд Юнайтед» и «Уотфорд». Провёл шесть матчей за сборную Англии.

## Клубная карьера
Уроженец Саутуэлла (графство Ноттингемшир), Хафтон начал футбольную карьеру в молодёжной команде клуба «Атлас энд Норфолк Уоркс» из Шеффилда. В августе 1912 года перешёл в «Шеффилд Юнайтед» за 20 фунтов стерлингов. Рассматривался на подмену и, в перспективе, на замену основному вратарю клуба Гарольду Гофу, но провёл за команду только 15 игр в лиге.
Когда футбольные турниры были прерваны в связи с войной, Хафтон служил в рядах Колдстримской гвардии и получил ранение во Франции. После выздоровления регулярно играл за «Вест Хэм Юнайтед» в качестве гостевого игрока военного времени (84 матча в военных лигах).
10 марта 1919 года перешёл в «Вест Хэм Юнайтед» за 350 фунтов стерлингов. Провёл в команде 13 сезонов, став легендой «молотобойцев». В сезоне 1922/23 помог команде занять второе место во Втором дивизионе и выйти в Первый дивизион. В том же сезоне помог «молототкам» выйти в финал Кубка Англии — знаменитый «финал белой лошади» на недавно открытом стадионе «Уэмбли». Хафтон пропустил два гола в свои ворота, благодаря которым Кубок Англии выиграл «Болтон Уондерерс». В общей сложности он провёл за клуб 402 официальных матча, в том числе 223 матча — в Первом дивизионе, 148 — во Втором дивизионе и 31 — в Кубке Англии. В апреле 1932 года покинул клуб в качестве свободного агента.
8 июня 1932 года подписал контракт с клубом Третьего южного дивизиона «Уотфорд». В сезоне 1932/33 провёл за команду два матча в лиге, после чего завершил карьеру.

## Карьера в сборной
1 ноября 1923 года дебютировал за сборную Англии в товарищеском матче против сборной Бельгии. Свой второй матч за сборную он провёл только четыре года спустя, 22 октября 1927 года в Белфасте против сборной Ирландии. В этой игре примерно на 20-й минуте Хафтон сломал руку, но покинул поле только в перерыве. У него был диагностирован перелом предплечья, после чего его доставили в больницу. Центральный хавбек англичан Джек Хилл также получил травму. Замены в то время еще не были разрешены правилами, поэтому англичанам пришлось играть во втором тайме вдевятером. Вместо Хафтона в ворота англичан встал левый нападающий Джек Болл. Англичане проиграли в том матче ирландцам со счётом 0:2. 31 марта 1928 года восстановившийся от перелома Хафтон пропустил пять мячей от шотландцев, которых назвали «волшебниками Уэмбли» (англ. Wembley Wizards) за разгром англичан со счётом 5:1. Свой последний матч за сборную Хафтон провёл 15 мая 1929 года: это была выездная товарищеская игра против сборной Испании, в которой хозяева в Мадриде обыграли англичан со счётом 4:3

### Список матчей за сборную
| № | Дата            | Стадион                           | Соперник  | Результат | Турнир                                      |
| - | --------------- | --------------------------------- | --------- | --------- | ------------------------------------------- |
| 1 | 1 ноября 1923   | «Босёйлстадион», Антверпен        | Бельгия   | 2:2       | Товарищеский матч                           |
| 2 | 22 октября 1927 | «Уиндзор Парк», Белфаст           | Ирландия  | 0:2       | Домашний чемпионат Великобритании 1927/1928 |
| 3 | 31 марта 1928   | «Уэмбли», Лондон                  | Шотландия | 1:5       | Домашний чемпионат Великобритании 1927/1928 |
| 4 | 9 мая 1929      | «Коломб», Париж                   | Франция   | 4:1       | Товарищеский матч                           |
| 5 | 11 мая 1929     | «Жозеф Марьен», Брюссель          | Бельгия   | 5:1       | Товарищеский матч                           |
| 6 | 15 мая 1929     | «Метрополитано де Мадрид», Мадрид | Испания   | 3:4       | Товарищеский матч                           |

Итого: 6 матчей / 15 пропущенных мячей; 2 победы, 1 ничья, 3 поражения

## Достижения
Вест Хэм Юнайтед
- Финалист Кубка Англии: 1923
- Второе место во Втором дивизионе (выход в Первый дивизион): 1922/23

## После завершения футбольной карьеры
После завершения футбольной карьеры занимался торговлей автомобилями в Лондоне. После Второй мировой войны вернулся в «Вест Хэм Юнайтед», где работал стюардом зала для пресс-конференций на стадионе «Болейн Граунд.
В 1963 году его сбил скутер, а спустя несколько месяцев — автомобиль. Из-за полученных травм у него начались проблемы со здоровьем и со зрением. Умер в валлийском городе Суонси в 1967 году.